# 일죽중학교
일죽중학교(一竹中學校)는 대한민국 경기도 안성시 일죽면 송천리에 있는 공립 중학교이다.

## 학교 연혁
- 1954년 7월 7일 : 초대 김정한 교장 부임
- 1954년 11월 27일 : 일죽중학교 6학급 인가, 개교
- 1955년 6월 1일 : 신축교사 5개 교실 준공
- 2015년 7월 13일 : 체육관(청마관) 준공
- 2017년 3월 1일 : 3학급 편성
- 2023년 9월 1일 : 제29대 정하창 교장 부임
- 2024년 1월 10일 : 제69회 졸업 18명(남 11명, 여 7명) 총 7,787명 졸업
- 2024년 3월 4일 : 제72회 입학 38명(남 18명, 여 20명)

## 참고 자료
- 일죽중학교 - 한국교육학술정보원 학교알리미